# Lars van der Haar
Lars van der Haar (né le 23 juillet 1991 à Woudenberg) est un coureur cycliste néerlandais, spécialiste du cyclo-cross, membre de l'équipe Baloise Trek Lions depuis 2017.
Il a notamment remporté la Coupe du monde de cyclo-cross 2013-2014 et les Championnats d'Europe de cyclo-cross en 2015 et 2021.

## Biographie
En 2008, il devient champion des Pays-Bas et vice-champion d'Europe de cyclo-cross juniors (moins de 19 ans). Durant la saison 2010-2011, il domine la catégorie des espoirs (moins de 23 ans). Il remporte le championnat d'Europe, le championnat du monde à Saint-Wendel en Allemagne, la Coupe du monde, le Trophée GvA et le championnat des Pays-Bas. Lors de la saison de cyclo-cross 2011-2012, il réalise à nouveau le grand chelem chez les espoirs, en devenant champion du monde, champion d'Europe, champion des Pays-Bas et en remportant la Coupe du monde, le Superprestige et le Trophée GvA.

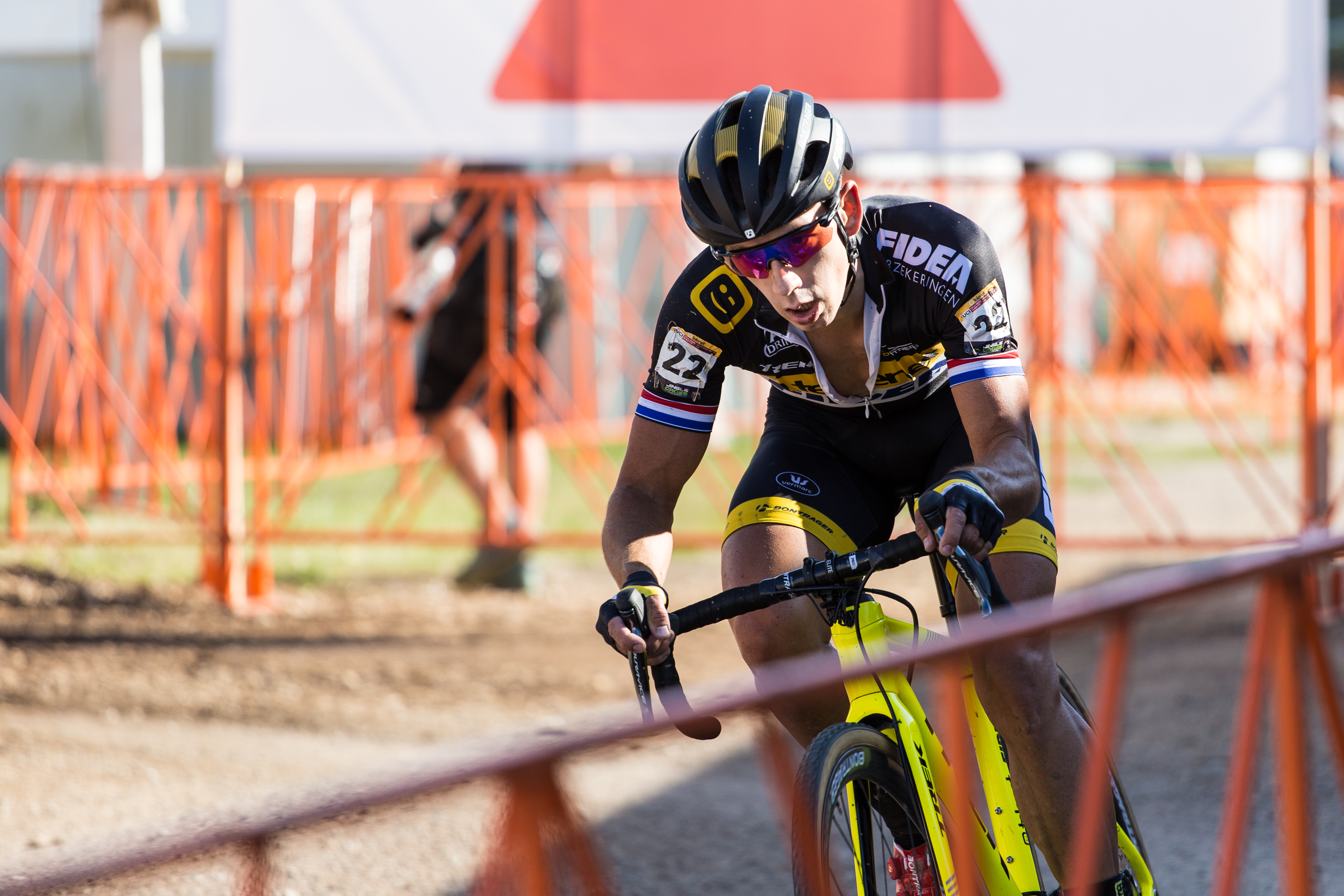
Van der Haar lors du Jingle Cross à Iowa City en 2017.

Dans ce contexte, il décide de courir chez les élites au début de la saison 2012-2013. Il est immédiatement champion des Pays-Bas de cyclo-cross et médaillé de bronze aux championnats du monde de cyclo-cross 2013. La saison suivante, il redevient champion des Pays-Bas, remporte trois des sept manches de la Coupe du monde et le classement général.
Cependant, sa progression constante dans la hierachie du cyclo-cross est bientôt mise à mal par l'arrivée de Mathieu van der Poel et Wout van Aert. Les deux coureurs, trois ans plus jeunes, accédent très tôt à l'élite en 2014-2015 et commencent à y dominer les épreuves. Comme d'autres coureurs, van der Haar ne réussit que rarement à s'imposer contre les deux, mais il parvient à le faire contre van Aert lors de la première édition des championnats d'Europe de cyclo-cross élites en 2015 et contre les deux lors du GP Mario De Clercq en 2017. En février 2015, il s'adjuge la médaille de bronze des mondiaux de cyclo-cross. Après que ces principaux rivaux décident de raccourcir leurs saisons de cyclo-cross  à partir de 2021, les succès de van der Haar ont à nouveau augmenté. En 2021, il devient pour la deuxième fois champion d'Europe à VAM-Berg. En 2022 et 2023, il redevient champion des Pays-Bas. Aux mondiaux de 2022, il décroche une médaille pour la quatrième fois, cette fois une médaille d'argent derrière Tom Pidcock. Grâce à sa victoire au classement général du Superprestige (2022-2023) et du X²O Badkamers Trofee (2023-2024), il a également remporté une fois chacune des trois grandes séries de courses dans l'élite. Van der Haar entretient une relation privilégiée avec le Nacht van Woerden, une course indépendante près de sa ville natale d'Amersfoort, qu'il a remporté huit fois de suite entre 2015 et 2024.
Durant la saison estivale, il court également sur route ; sa seule victoire est une étape du Tour de Haute-Autriche en 2014.

## Vie privée
En juillet 2019, il épouse Lucy Garner, une cycliste professionnelle britannique. Celle-ci met fin à sa carrière en 2020. Les deux ont eu un enfant en 2022.

## Palmarès en cyclo-cross

### Par années
- 2007-2008
  - Superprestige juniors #2, Hamme-Zogge
  - 3e du championnat des Pays-Bas de cyclo-cross juniors
- 2008-2009
  -  Champion des Pays-Bas de cyclo-cross juniors
  - Superprestige juniors #4, Gieten
  -  Médaillé d'argent du championnat d'Europe de cyclo-cross juniors
  - 2e du Superprestige juniors
  - 2e de la Coupe du monde juniors
- 2009-2010
  - 10e du championnat du monde de cyclo-cross espoirs[4]
- 2010-2011
  -  Champion du monde de cyclo-cross espoirs
  -  Champion d'Europe de cyclo-cross espoirs
  -  Champion des Pays-Bas de cyclo-cross espoirs
  - Vainqueur de la Coupe du monde espoirs
  - Superprestige espoirs #2, Zonhoven
  - Superprestige espoirs #5, Gieten
  - Superprestige espoirs #6, Diegem
  - Vainqueur du Trophée GvA espoirs
    - Trophée GvA espoirs #4 - GP Rouwmoer, Essen
    - Trophée GvA espoirs #8 - Internationale Sluitingsprijs, Oostmalle

  - Cauberg Cyclo-cross espoirs, Fauquemont-sur-Gueule
- 2011-2012
  -  Champion du monde de cyclo-cross espoirs
  -  Champion d'Europe de cyclo-cross espoirs
  -  Champion des Pays-Bas de cyclo-cross espoirs
  - Vainqueur de la Coupe du monde espoirs
    - Coupe du monde espoirs #1, Tábor
    - Coupe du monde espoirs #3, Liévin
    - Coupe du monde espoirs #4, Hoogerheide

  - Classement général du Superprestige espoirs
    - Superprestige espoirs #4, Gavre
    - Superprestige espoirs #5, Gieten
    - Superprestige espoirs #6, Diegem

  - Vainqueur du Trophée GvA espoirs
    - Trophée GvA espoirs #1 - Koppenbergcross, Audenarde
    - Trophée GvA espoirs #3 - GP d'Hasselt, Hasselt
    - Trophée GvA espoirs #6 - Grand Prix Sven Nys, Baal

  - Cross After Dark Series #1 - CrossVegas, Las Vegas
  - Vlaamse Industrieprijs Bosduin espoirs, Kalmthout
  - Openingsveldrit van Harderwijk, Harderwijk
  - Cauberg Cyclo-cross espoirs, Fauquemont-sur-Gueule
- 2012-2013
  -  Champion des Pays-Bas de cyclo-cross
  - Internationale Cyclo-Cross Rucphen, Rucphen
  -  Médaillé de bronze au championnat du monde de cyclo-cross
  - 4e de la Coupe du monde
- 2013-2014
  -  Champion des Pays-Bas de cyclo-cross
  - Vainqueur de la Coupe du monde
    - Coupe du monde #1 - Cauberg Cyclo-Cross, Valkenburg
    - Coupe du monde #2, Tábor
    - Coupe du monde #5 - Grand Prix Eric De Vlaeminck, Heusden-Zolder

  - Crossquer, Dielsdorf
  - Internationale Centrumcross van Surhuisterveen, Surhuisterveen
- 2014-2015
  - Coupe du monde #1 - Cauberg Cyclo-Cross, Valkenburg
  - Coupe du monde #5 - Grand Prix Eric De Vlaeminck, Heusden-Zolder
  - Grand Prix du Brabant
  - Internationale Centrumcross van Surhuisterveen, Surhuisterveen
  - International Cyclo-cross Rucphen
  -  Médaillé de bronze au championnat du monde de cyclo-cross
- 2015-2016
  -  Champion d'Europe de cyclo-cross
  - Coupe du monde #2 - Cauberg Cyclo-Cross, Valkenburg
  - Nacht van Woerden, Woerden
  - Niels Albert CX, Boom
  -  Médaillé d'argent au championnat du monde de cyclo-cross
- 2016-2017
  - Coupe du monde #9, Hoogerheide
  - Nacht van Woerden, Woerden
  - International Cyclocross Rucphen, Rucphen
  - 3e du championnat des Pays-Bas de cyclo-cross
  - 4e du championnat du monde de cyclo-cross
- 2017-2018
  - Trophée des AP Assurances #1-GP Mario De Clercq, Renaix
  - Nacht van Woerden, Woerden
  -  Médaillé d'argent du championnat d'Europe de cyclo-cross
  - 2e du championnat des Pays-Bas de cyclo-cross
  - 5e du championnat du monde de cyclo-cross
  - 9e de la Coupe du monde
- 2018-2019
  - Brico Cross Geraardsbergen, Eeklo
  - Nacht van Woerden, Woerden
  - International Cyclocross Rucphen, Rucphen
  - 2e du championnat des Pays-Bas de cyclo-cross
  - 3e du Superprestige
  - 6e du championnat du monde de cyclo-cross
  - 6e du championnat d'Europe de cyclo-cross
- 2019-2020
  - Nacht van Woerden, Woerden
  - 2e du championnat des Pays-Bas de cyclo-cross
  - 3e du Superprestige
  - 5e du championnat d'Europe de cyclo-cross
- 2020-2021
  -  Médaillé de bronze du championnat d'Europe de cyclo-cross
  - 9e du championnat du monde de cyclo-cross
- 2021-2022
  -  Champion d'Europe de cyclo-cross
  -  Champion des Pays-Bas de cyclo-cross
  - Coupe du monde de cyclo-cross #6, Tábor
  - Superprestige #8, Gavere
  -  Médaillé d'argent du championnat du monde de cyclo-cross
  - 3e du Superprestige
  - 5e de la Coupe du monde
- 2022-2023
  -  Champion des Pays-Bas de cyclo-cross
  - Classement général du Superprestige
  - Trek Cup, Waterloo
  - Nacht van Woerden, Woerden
  - X²O Badkamers Trofee #1, Audenarde
  -  Médaillé d'argent du championnat d'Europe de cyclo-cross
  - 2e du X²O Badkamers Trofee
  - 4e du championnat du monde de cyclo-cross
  - 4e de la Coupe du monde
- 2023-2024
  - Classement général du X²O Badkamers Trofee
  - Coupe du monde de cyclo-cross #2, Maasmechelen
  - Nacht van Woerden, Woerden
  -  Médaillé de bronze du championnat d'Europe de cyclo-cross
  - 3e du championnat des Pays-Bas de cyclo-cross
  - 4e de la Coupe du monde
- 2024-2025
  - Exact Cross - be-Mine Cross, Beringen
  - Nacht van Woerden, Woerden
  - X²O Badkamers Trofee #1, Audenarde
  - 2e du Superprestige
  - 5e du championnat d'Europe de cyclo-cross
  - 6e de la Coupe du monde de cyclo-cross
  - 9e du championnat du monde de cyclo-cross

### Classements
| Épreuve / Édition        | 2012/2013 | 2013/2014 | 2014/2015 | 2015/2016 | 2016/2017 | 2017/2018 | 2018/2019 | 2019/2020 | 2020/2021 | 2021/2022 | 2022/2023 | 2023/2024 | 2024/2025 |
| Championnat du monde     | 3e        | 6e        | 3e        | 2e        | 4e        | 5e        | 6e        | 11e       | 9e        | 2e        | 4e        | 15e       | 9e        |
| Coupe du monde           | 4e        | 1er       | 2e        | 2e        | 23e       | 9e        | 6e        | 5e        | 8e        | 5e        | 4e        | 4e        | 6e        |
| Championnat d'Europe     |           |           |           | 1er       | 7e        | 2e        | 6e        | 5e        | 3e        | 1er       | 2e        | 3e        | 5e        |
| Superprestige            | 8e        | 6e        | 3e        | 3e        | 10e       | 4e        | 3e        | 3e        | 5e        | 3e        | 1er       | 9e        | 2e        |
| Trophée veldrijden       | 38e       |           | 5e        | 4e        | 13e       | 6e        | 5e        | 5e        | 4e        | 4e        | 2e        | 1er       | 4e        |
| Championnat des Pays-Bas | 1er       | 1er       | 3e        | 2e        | 3e        | 2e        | 2e        | 2e        | annulé    | 1er       | 1er       | 3e        | 4e        |

## Palmarès sur route

### Par années
- 2012
  - 2e étape du Tour Nivernais Morvan
- 2014
  - 1re étape du Tour de Haute-Autriche
- 2021
  - 3e du Tour de Namur
- 2022
  - 5e étape du Tour de Namur

### Classements mondiaux
| Année                                 | 2013 | 2014 | 2015 | 2016  | 2017 | 2018  | 2019  | 2020  | 2021  |
| ------------------------------------- | ---- | ---- | ---- | ----- | ---- | ----- | ----- | ----- | ----- |
| Classement mondial                    |      |      |      | 2296e | 894e | 1622e | 2603e | 1979e | 2339e |
| UCI Europe Tour                       | 800e | 606e |      | 1530e | 566e | 1049e | 1644e | 1444e | 1561e |
|                                       |      |      |      |       |      |       |       |       |       |
| Légende : nc = non classéSource : UCI |      |      |      |       |      |       |       |       |       |

## Distinctions
- Cycliste espoirs néerlandais de l'année : 2011